# Chakarasanahalli, Kolar
Chakarasanahalli là một làng thuộc tehsil Kolar, huyện Kolar, bang Karnataka, Ấn Độ.